# Baatarsuren Schuudertsetseg

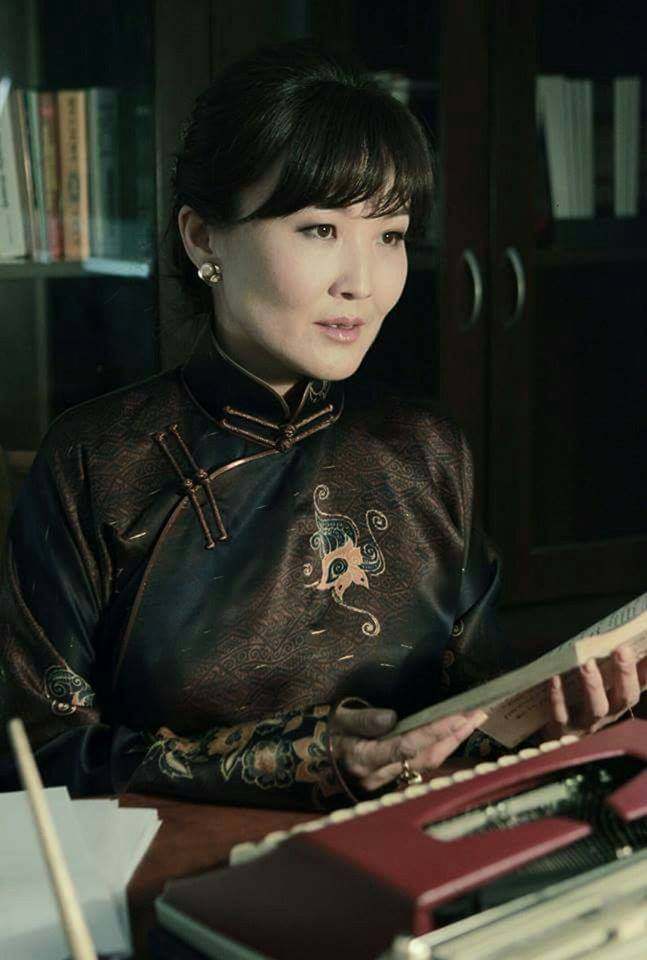
B. Schuudertsetseg

Baatarsuren Schuudertsetseg (mongolisch Баатарсүрэн Шүүдэрцэцэг, ᠪᠠᠭᠠᠲᠤᠷᠰᠦ᠋ᠷᠦᠩ ᠰᠢᠭᠦᠳᠡᠷᠴᠡᠴᠡᠭ; geb. als Baatarsuren Togtochbajar am 18. Januar 1971 in Ulaanbaatar) ist eine mongolische Journalistin, Autorin, Filmemacherin und Humanistin.

## Vita
Schuudertsetseg besuchte die Volksschule No. 1, und danach die Public School No. 5 Mustafa Kemal Atatürk-Oberschule mit Abschluss 1989. Danach studierte sie Journalismus an Russlands Staatliche Universität Irkutsk und anschließend als Postgraduierte an der Nationaluniversität der Mongolei in Ulaanbaatar, wo sie im Jahr 1995 ihr Studium mit einem Master in Journalismus zum Abschluss brachte.
Im Jahr 1995 begann sie ihre Karriere als Journalistin in der Rechtsabteilung der staatlichen Zeitung Ардын эрх (Ardyn erch; Volks rechts). Sie wurde Sprecherin für die Demokratische Partei  unter der Regierung vom Ministerpräsidenten Mendsaichaniin Enchsaichan im Jahr 1997 und ein Jahr später die Direktorin des „Anons“ Journalismus-Zentrums. 1999–2000 war sie Geschäftsführerin des mongolischen Verband der Journalisten und im Jahr 2001 wurde sie Chefredakteur der Алтан шар сонин  (Altan schar sonin; Die goldene Orange Zeitung). Während ihrer Zeit bei Алтан шар сонин nahm sie auf Empfehlung ihres Mannes den Künstlernamen Shuudertsetseg an.

## Humanitäres
Zusätzlich zu ihrer Film- und Autorenkarriere wird Schuudertsetseg für ihre humanitären Bemühungen zur Kenntnis genommen. Im Jahr 2008 ernannte sie das Organisationskomitee der Amnesty International, Mongolei zur „Menschenrechtsaktivistin des Jahres“ für ihre Beiträge zur Gleichstellung der Geschlechter und der Menschenrechte. Sie ist Vorstandsmitglied des Mongolischen Frauen-Fonds „MONES“ und ist Mitglied der Amnesty International Frauengruppe.
Sie beteiligte sich in der Bewegung Frauen-Nationalmannschaft Frieden, die sich für die Rechte der Frauen in der Mongolei und die rechtliche Gleichstellung der Geschlechter Rechtsgesetzgebung starkmacht. Sie ist ein aktiver Unterstützer des mongolischen nationales Zentrum gegen Gewalt, das jungen Mädchen und Frauen hilft, die Opfer von Gewalt wurden. Frauenrechte waren auch das zentrale Thema von 180 Grad, ein TV-Drama, das sie mit ihrer Produktionsfirma Shuuder Productions aufnahm. Am 3. Mai 2008 hielt sie einen Vortrag zum Thema „Renaissance des Feminismus in der Mongolei“ bei einer Vortragsreihe die von Amnesty International an der mongolischen State University unterstützt wurde. Sie hat ebenfalls zum 11Eleven Projekt beigetragen, eine Dokumentation der Förderung des interkulturellen Verständnisses in einer zunehmend globalisierten Welt.

## Privatleben
Schuudertsetseg heiratete im Jahre 1991 B. Boldchujag (Б. Болдхуяг). Gemeinsam haben sie drei Töchter, Amina, Anchilmaa und Anima.

## Auszeichnungen
- 1996, „Journalist des Jahres“ für ihre Artikelserie in der Tageszeitung Ардын эрх (Volks Rechts) über Kinderrechte.
- 2007, Ausgewähltes Buch, Auszeichnung für ihren Roman Шүрэн бугуйвч (Korallen Armband).
- 2008, für ihre CD Шүүдэрцэцэг.
- 2010, mongolischen nationalen Bücherpreis für Literatur für den Roman Домогт Ану хатан (Die Sagenhafte Königin Anu).[6]
- 2018, Ordens des Polarsterns der Mongolei für ihr Roman Хүйлэн Огторгуйн Заадас

## Veröffentlichungen
Ihre frühen Arbeiten ab 2003 befassten sich im Wesentlichen mit den Themen der mongolischen nationalen und kulturellen Identität sowie den Kämpfen der jungen Erwachsenen, die in heutigen Mongolei leben.
- Roman; Хулан (Khulan)
- Roman; Шүрэн бугуйвч (Korallen-Armband)
- Roman; Э-майлаар илгээсэн захиа сарнай (Rose aus E-Mail)
- Roman; Үйсэн дээрх бичээс (Auf Holz geschnitzte Schrift)
- Roman; Чимээгүй хашгираан (Stiller Schrei)
- Roman; Цасан нулимс (Schneetränen)
- Roman; Зургадугаар сарын цас (Schnee im Juni)
- Roman; Сэтгэлийн анир (Spirituellen Frieden)
- Übersetzung des Tagebuch der Anne Frank (Анне Франкийн өдрийн тэмдэглэл) zusammen mit ihrer Tochter Amina, 2009.
- Biographiesammlung bekannter Schriftstellerinnen Дэлхийн алдартай эмэгтэй зохиолчид ( Die Weltbeste Schriftstellerinnen ), 2009.
- Roman; Домогт Ану хатан (Die Sagenhafte Königin Anu), 2010.
- Drehbuch, Produktion und Regie für den Film Домогт Ану хатан (2012), im Westen als „Warrior Princess“ veröffentlicht.[7][8]
- mehrere Artikel über Frauenrechte[9]
- Drehbuch, Produktion und Regie für den Film Улаан Пальто (Roter Mantel), 2014
- Roman; Үүлэн Хээтэй Орчлон (Wolke-förmigen Welt), 2015
- Roman; Хотол Цагаан Гннж (Prinzessin Khutulun), 2017
- Roman; Улаан могой (Rote Schlange), 2018
- Roman; Хүйлэн Огторгуйн Заадас (über das Leben von Tsendiin Dondogdulam, der Königingemahlin des letzten Bogd Khan der Mongolei), 2018
- Roman; Уулсын Домог Хотулун (Khutulun; Die Legende der Hügel).Fortsetzung des Prinzessin Khutuluns, 2019
- Roman; Хагацашгей (Untrennbar), 2019